# Senoncourt-les-Maujouy
Senoncourt-les-Maujouy è un comune francese di 99 abitanti situato nel dipartimento della Mosa nella regione del Grand Est.

## Società

### Evoluzione demografica
Abitanti censiti